# Plebiscyt Przeglądu Sportowego 1957
23. Plebiscyt Przeglądu Sportowego na najlepszego sportowca Polski zorganizowano w 1957 roku.

## Wyniki
1. Jerzy Pawłowski - szermierka (469 110 pkt.)
2. Janusz Sidło - lekkoatletyka (405 449)
3. Stanisław Swatowski - lekkoatletyka (378 954)
4. Kazimierz Paździor - boks (277 180)
5. Henryk Grabowski - lekkoatletyka (253 074)
6. Zbigniew Pietrzykowski - boks (240 106)
7. Edward Szymkowiak - piłka nożna (189 697)
8. Elżbieta Krzesińska - lekkoatletyka (112 759)
9. Marian Foik - lekkoatletyka (102 709)
10. Czesław Białas - podnoszenie ciężarów (61 939)